# E Vai Rolar a Festa
"E Vai Rolar a Festa" é o terceiro episódio da primeira temporada da série de televisão brasileira Os Caras de Pau, exibido originalmente pela Rede Globo na tarde de 18 de abril de 2010. O episódio, que possui três esquetes, com situações variadas relacionadas ao tema "festa", tem redação final de Chico Soares e Marcius Melhem, direção-geral de Marcio Trigo e direção de núcleo de Marcos Paulo.
Este foi o episódio escolhido para estrear a reprise de Os Caras de Pau, dentro da Sessão Comédia. Sua re-exibição ocorreu em 25 de abril de 2015, às 14h00min., após o Jornal Hoje, com exceção às emissoras afiliadas que possuem sua programação local.
De acordo com o Ibope, em sua re-exibição, o episódio foi assistido por cerca de 4 751 073 pessoas, na soma dos números dos dois maiores mercados de publicidade do país, Rio e São Paulo.[n1]

## Enredo
A dupla de amigos foi convidada para uma festa de alto padrão. Com receio de que Jorginho (interpretado por Leandro Hassum) se comporte mal, Pedrão (interpretado por Marcius Melhem) contrata um "personal stylist" para ensiná-lo como se vestir e a se comportar. O responsável pela tarefa é Gláuber (Marcius Melhem), que dá algumas lições de postura e de como sentar-se à mesa. Apesar do esforço do profissional, o aluno não consegue se adaptar às normas de etiqueta, protagonizando cenas divertidas com os talheres.
Em outra esquete, os dois aprontam confusões dentro do supermercado, comprando comidas e bebidas para a festa que eles estão organizando para receber os amigos. Jorginho sugere comprar pizzas, mas Pedrão não aceita. Em vez disso, ele sugere que a dupla sirva hambúrgueres. A dupla decide, então, levar vários carrinhos cheios de pães e hambúrgueres, mas acabam se lembrando que alguns convidados não comem carne vermelha.
Na última esquete, Jorginho e Pedrão organizam uma festa à fantasia em seu apartamento e se caracterizam de Elvis Presley. Curtindo a música, eles estranham quando o som é interrompido e percebem que alguém roubou o rádio. Depois, sentem falta da mesinha e de outros móveis da casa. Começam a desconfiar dos convidados e, preocupados com o sumiço dos móveis, decidem chamar a polícia.

## Recepção

### Audiência
De acordo com a medição do Ibope para a Grande São Paulo, em sua exibição original o episódio obteve uma audiência de 14 pontos, quatro a mais que o seu antecessor As Aventuras do Didi (10 pontos), sendo líder em seu horário de exibição e o sexto programa mais assistido da televisão brasileira no dia.
Em sua re-exibição, de acordo com o Ibope, o episódio recebeu 12 pontos de audiência, com 32% de share, considerando a medição para a Grande São Paulo. Na Grande Rio, 15 pontos com 36% de share. Isso significa que o episódio foi assistido por cerca de 805 344 domicílios e 2 657 628 pessoas em São Paulo; no Rio, por 634 380 domicílios e 2 093 445 pessoas.[n1]